# New Virus Spreads
New Virus Spreads ist das 1992 veröffentlichte einzige Musikalbum der deutschen Hard-Rock-Band Coracko.

## Hintergrund
Die Band, der neben Dirk Wicke und Martin Engler die beiden ehemaligen Warlock-Mitglieder Peter Szigeti und Frank Rittel angehörten, begann am 30. März 1992 in den RA.SH-Tonstudios in Gelsenkirchen mit den Aufnahmen für ihr Debütalbum, das sie auch selbst produzierte. Am 22. August 1992 stellte sich die Gruppe dem Publikum der Musikmesse Popkomm in Köln vor. Das Album, das dreizehn Titel enthielt, erschien am 28. September 1992, als Single veröffentlichte die Gruppe das Lied Overblown Roses.

## Titelliste
1. (3:49) Walkin’ Highwire (Szigeti/Engler)
2. (4:42) Innocent – But Caught For Love (Szigeti, Wicke, Engler)
3. (3:50) Picklock Blues (Szigeti, Wicke)
4. (3:59) Dreamland’s Gone (Engler)
5. (4:52) Overblown Roses (Szigeti, Wicke)
6. (4:05) Don’t Cry For The Moon (Szigeti, Wicke)
7. (2:53) Your Affection (Szigeti, Wicke)
8. (5:03) Jungle King (Szigeti, Engler)
9. (5:14) Dirty Road (Szigeti, Wicke)
10. (3:42) Wicked Romeo (Wicke)
11. (5:34) Dead End Zone (Engler)
12. (4:23) Run With The Pack (Szigeti, Wicke)
13. (4:24) Make My Day ’N’ Die (Szigeti, Wicke)

## Rezeption
Das Magazin Metal Hammer urteilte, es handele sich schon beim ersten Lied auf dem Tonträger um „beängstigend durchschnittlichen Metal, und auch die folgenden drei Songs“ würden „kein neues Kapitel Hard'n'Heavy-Geschichte“ schreiben. Bei den Liedern, in denen die Band von vertrauten Pfaden abweiche, agiere sie „keineswegs glücklicher“.
Rock Hard dagegen betonte, bei dem Album sei der „typisch teutonische Touch“ ziemlich selten herauszuhören, vielmehr sei New Virus Spreads ein „recht internationales Album“ geworden, das 13 „überwiegend starke Kompositionen“ enthalte. Die Lieder seien „allesamt nicht zu glatt produziert“ und ließen „somit die nötige Härte nicht vermissen“. lassen. Das Album lebe „zu einem nicht zu verachtenden Teil von der sehr guten Gitarrenarbeit und den kräftigen, facettenreichen Vocals.“ Insgesamt gesehen sei New Virus Spreads eine „interessante und ungewohnt heftige Dröhnung.“